# Alexis Claude-Maurice
Alexis Claude-Maurice (Noisy-le-Grand, 6 giugno 1998) è un calciatore francese, centrocampista o ala dell'Augusta.

## Caratteristiche tecniche
È un esterno sinistro.

## Carriera

### Club
Cresciuto nel settore giovanile del Lorient, ha esordito in prima squadra il 4 agosto 2017 disputando l'incontro di Ligue 2 pareggiato 0-0 contro il Gazélec Ajaccio.
Il 29 agosto 2019 viene acquistato dal Nizza.

### Nazionale
Ha giocato nelle nazionali giovanili francesi Under-18, Under-19, Under-20 ed Under-21.

## Statistiche

### Presenze e reti nei club
Statistiche aggiornate al 3 luglio 2024.
| Stagione         | Squadra          | Campionato       | Campionato | Campionato | Coppe nazionali | Coppe nazionali | Coppe nazionali | Coppe continentali | Coppe continentali | Coppe continentali | Altre coppe | Altre coppe | Altre coppe | Totale | Totale | Totale |
| Stagione         | Squadra          | Comp             | Pres       | Reti       | Comp            | Pres            | Reti            | Comp               | Pres               | Reti               | Comp        | Pres        | Reti        | Pres   | Reti   |        |
| ---------------- | ---------------- | ---------------- | ---------- | ---------- | --------------- | --------------- | --------------- | ------------------ | ------------------ | ------------------ | ----------- | ----------- | ----------- | ------ | ------ | ------ |
| 2014-2015        | Lorient 2        | CFA              | 1          | 0          | -               | -               | -               | -                  | -                  | -                  | -           | -           | -           | 1      | 0      |        |
| 2015-2016        | Lorient 2        | CFA              | 18         | 4          | -               | -               | -               | -                  | -                  | -                  | -           | -           | -           | 18     | 4      |        |
| 2016-2017        | Lorient 2        | CFA              | 20         | 7          | -               | -               | -               | -                  | -                  | -                  | -           | -           | -           | 20     | 7      |        |
| 2017-2018        | Lorient 2        | N2               | 8          | 2          | -               | -               | -               | -                  | -                  | -                  | -           | -           | -           | 8      | 2      |        |
| Totale Lorient 2 | Totale Lorient 2 | Totale Lorient 2 | 47         | 13         |                 | -               | -               |                    | -                  | -                  |             | -           | -           | 47     | 13     |        |
| 2017-2018        | Lorient          | L2               | 20         | 3          | CF+CdL          | 1+2             | 1+0             | -                  | -                  | -                  | -           | -           | -           | 23     | 4      |        |
| 2018-2019        | Lorient          | L2               | 35         | 14         | CF+CdL          | 1+1             | 0               | -                  | -                  | -                  | -           | -           | -           | 37     | 14     |        |
| ago. 2019        | Lorient          | L2               | 2          | 1          | CF+CdL          | 0               | 0               | -                  | -                  | -                  | -           | -           | -           | 2      | 1      |        |
| Totale Lorient   | Totale Lorient   | Totale Lorient   | 57         | 18         |                 | 5               | 1               |                    | -                  | -                  |             | -           | -           | 62     | 19     |        |
| ago. 2019-2020   | Nizza            | L1               | 22         | 1          | CF+CdL          | 2+0             | 0               | -                  | -                  | -                  | -           | -           | -           | 24     | 1      |        |
| 2020-2021        | Nizza            | L1               | 30         | 4          | CF              | 1               | 0               | UEL                | 6                  | 1                  | -           | -           | -           | 37     | 5      |        |
| 2021-2022        | Nizza            | L1               | 10         | 0          | CF              | 1               | 0               | -                  | -                  | -                  | -           | -           | -           | 11     | 0      |        |
| ago. 2022        | Nizza            | L1               | 2          | 0          | CF              | 0               | 0               | UECL               | 1                  | 1                  | -           | -           | -           | 3      | 1      |        |
| ago. 2022-2023   | Lens             | L1               | 20         | 5          | CF              | 2               | 0               | -                  | -                  | -                  | -           | -           | -           | 22     | 5      |        |
| 2023-2024        | Nizza            | L1               | 18         | 0          | CF              | 3               | 1               | -                  | -                  | -                  | -           | -           | -           | 21     | 1      |        |
| Totale Nizza     | Totale Nizza     | Totale Nizza     | 82         | 5          |                 | 7               | 1               |                    | 7                  | 2                  |             | -           | -           | 96     | 8      |        |
| Totale carriera  | Totale carriera  | Totale carriera  | 206        | 41         |                 | 14              | 2               |                    | 7                  | 2                  |             | -           | -           | 227    | 45     |        |